# Blocco a bastone pilota

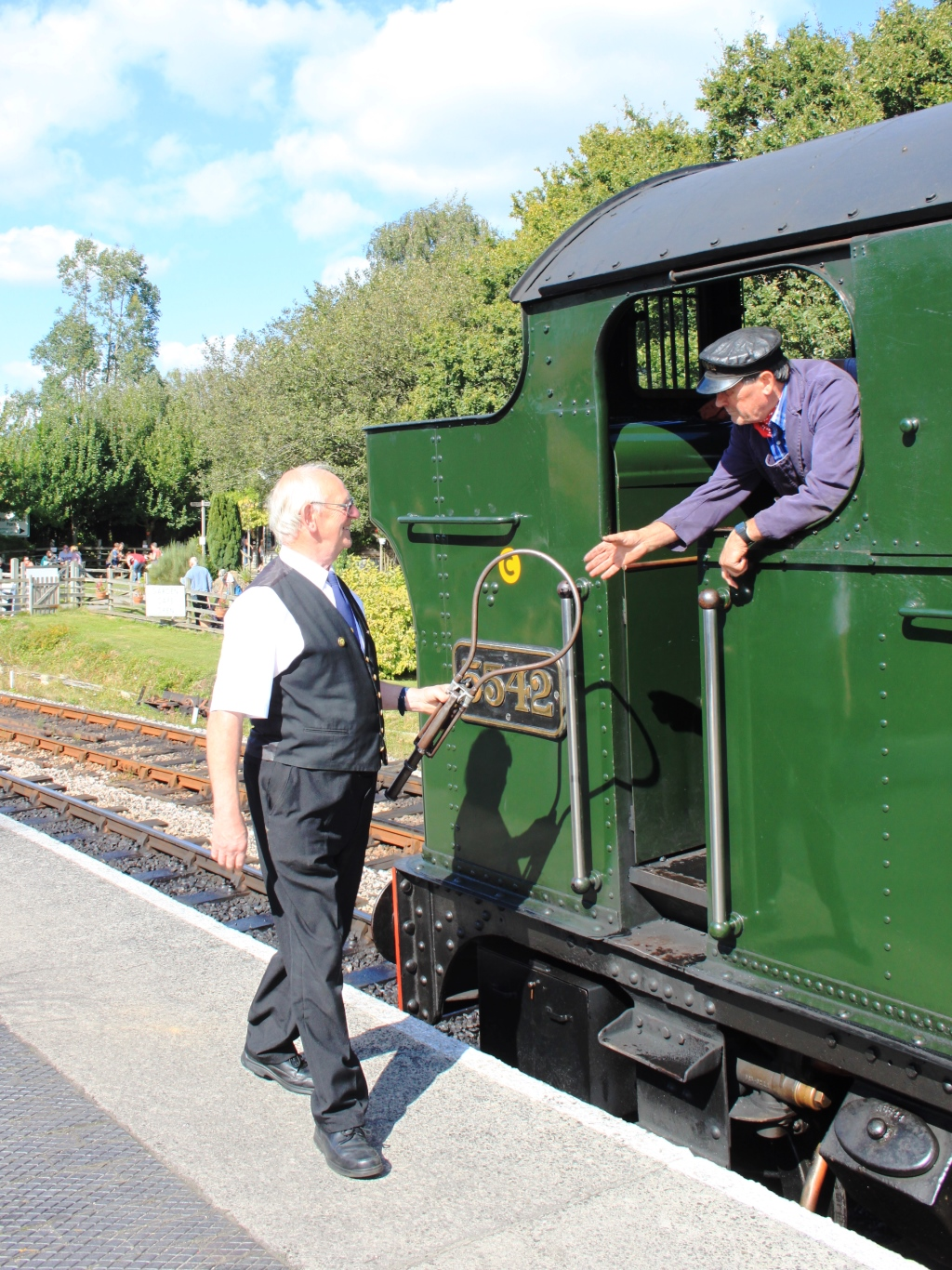
Consegna del bastone pilota

Il blocco a bastone pilota è stato un rudimentale e semplice sistema di blocco adottato da varie 
ferrovie e tranvie del mondo, a partire dalla prima metà del XIX secolo, per garantire l'invio di un solo treno per volta da una stazione all'altra sezione di blocco. Fu escogitato probabilmente in Inghilterra dove venne usato ed esteso a varie ferrovie coloniali. In Italia trovò applicazione sulle linee della Valtellina, sulla Porto San Giorgio-Amandola, sulla ferrovia Alifana bassa e su alcune tranvie extraurbane milanesi. In seguito venne sostituito dal più versatile blocco telegrafico o telefonico. 

## Caratteristiche

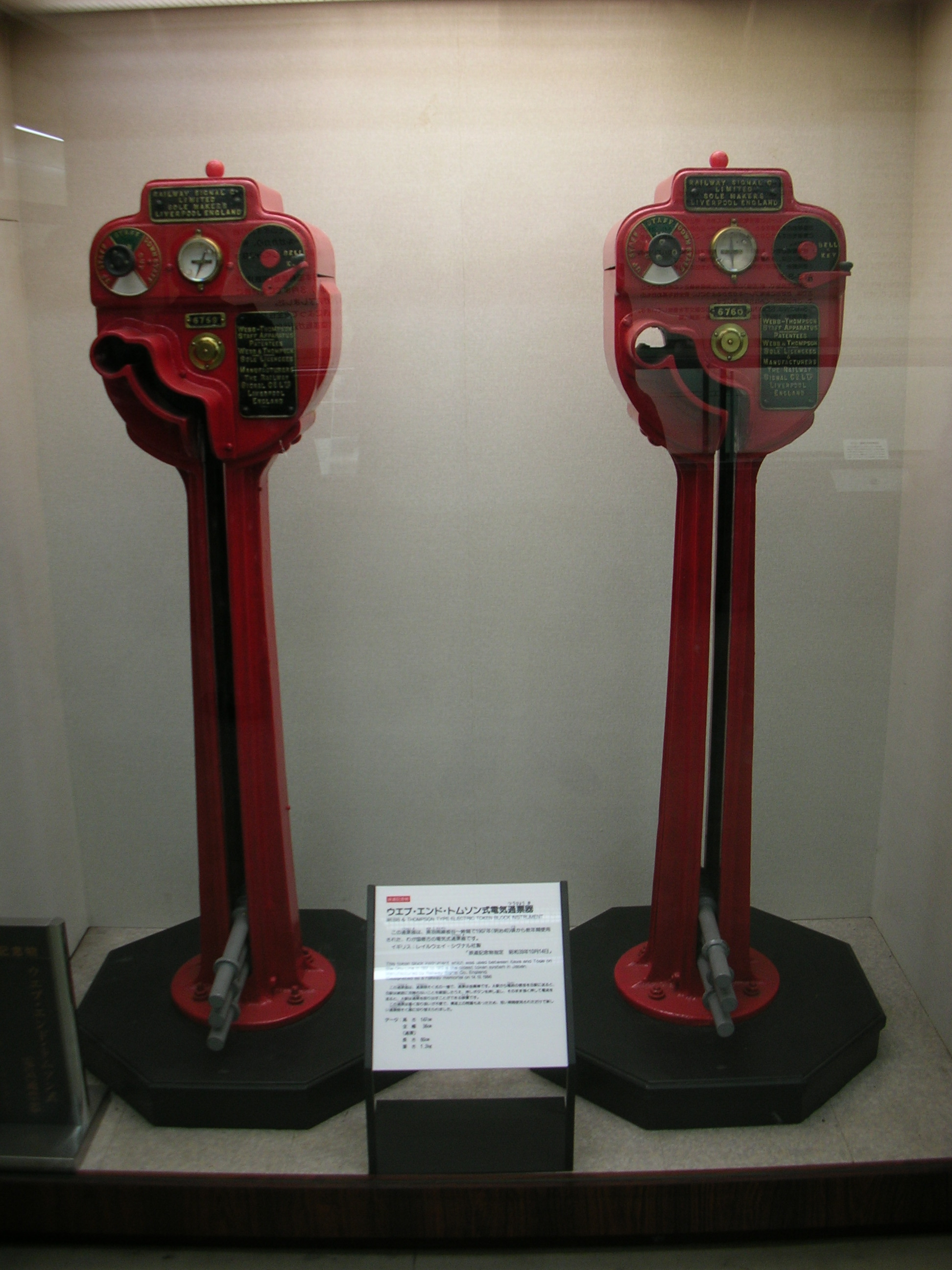
Apparecchi contenitori di bastoni pilota di produzione inglese

Sin dagli inizi la circolazione ferroviaria evidenziò la necessità di regole che potessero garantire la sicurezza nella marcia dei treni; fino a quando le tratte furono brevi e i treni pochi, bastava stabilire che un unico convoglio percorresse a spola una tratta a binario unico perché si avesse la sicurezza della via libera. Il problema si presentò con la necessità di farne circolare un numero maggiore ed il problema venne risolto stabilendo che un treno potesse circolare su una tratta solo se accompagnato da un agente pilota: questi accompagnava il treno in partenza dalla stazione A salendovi a bordo e giunto nella stazione B, sede di incrocio, saliva su quello fermo in attesa autorizzandone la partenza, in senso opposto, verso A. 
Ciò forniva la garanzia al treno incrociante che nessun treno sarebbe stato inoltrato dalla stazione A sulla tratta percorsa causando un disastro. Presto, dovendo fare i conti con i costi del personale, ci si rese conto che il posto dell'agente pilota poteva essere preso da un oggetto, un testimone, nella fattispecie un bastone pilota senza il quale un treno non poteva partire, restando bloccato in stazione, fino a quando il treno giunto dall'opposta direzione non avesse consegnato il bastone pilota.
È chiaro che la potenzialità del sistema rimaneva bassa e soprattutto non permetteva l'inoltro di più treni l'uno di seguito all'altro. Si ricorse allo sdoppiamento in due pezzi dei bastoni pilota che dovevano essere ricomposti in arrivo prima di un inoltro di treno in senso opposto, ma il problema venne risolto meglio negli anni seguenti con l'introduzione del telegrafo prima e del telefono poi.

### Evoluzione del bastone pilota
Un altro modo di migliorare il sistema, molto usato in Inghilterra e nei paesi che hanno mutuato i loro regolamenti dagli inglesi, è stato quello di creare degli apparecchi contenitori di bastoni pilota che però gli anglofoni chiamano "token" in quanto sono di varie forme, dal quella di asta con particolari sagomature (come quelli nella foto in basso) a quella di chiave o di una specie di gettone o tessera metallica, anch'esse con particolari sagomature. Queste sagomature sono fatte in modo che entrino solo ed esclusivamente nei contenitori dei token che danno l'autorità di percorrere una certa tratta, contenitori che sono collegati elettricamente tra di loro in modo tale che, una volta estratto un token dalla stazione A, nella stazione B non sia possibile estrarre un token per la tratta che collega A e B, e se un secondo token viene estratto in A per un treno "bis", da B non potrà partire alcun treno fintanto che tutti i token estratti siano stati rimessi in un contenitore. In alcuni casi il token è effettivamente un bastone, come nella foto in alto, ha una chiave ad una estremità ed il nome della tratta su una placca metallica; viene usato quando una linea viene percorsa con quello che in Italia si chiama "regime a spola" in una tratta che termina con una stazione di testa. Quando nessun treno occupa la tratta, il bastone pilota è custodito con la estremità a chiave in una apposita serratura.
Sebbene oggigiorno questo sistema sia in uso principalmente nelle ferrovie gestite da volontari, come nel caso della foto in alto, rimangono alcune linee secondarie dove lo stesso è ancora operativo, come ad esempio nella linea per Marlow, dove c'è una diramazione cui si accede solo in possesso di un vero e proprio bastone, del tipo di quelli dotati di chiave.